# Шпорец
Шпо́рец — полый удлинённый вырост чашелистика или лепестка цветка. Служит обычно для скопления выделяемого нектара.
Применительно к семейству Орхидные шпорцем называется сферический, веретеновидный, мешковидный или цилиндрический, иногда очень длинный нектарник, образуемый выпячиванием основания губы или других листочков околоцветника.
Размеры и форма шпорца крайне разнообразны. У некоторых видов рода Ангрекум, опыляемых бражниками, он достигает 35 см.